# Barraca del Mas d'en Vives 1
La Barraca del Mas d'en Vives 1 és una barraca de vinya de Calafell (Baix Penedès) protegida com a Bé Cultural d'Interès Local.
És situada al vessant nord de la Muntanya del Comú.

## Descripció
Barraca de pedra seca de planta quadrangular amb els angles arrodonits i d'un sol espai interior. La porta d'entrada, que és situada a la part central de la cara est, és de forma rectangular i té una linda, formada per una llosa plana. La coberta és una volta cònica -o falsa cúpula- feta amb la superposició de filades de lloses planes, formant anells, el radi dels quals va decreixent progressivament. La coberta exterior és recoberta per una capa de morter de ciment. En una de les parets interiors hi ha una fornícula.
Murs i volta realitzats amb peces irregulars de pedra unides en sec amb l'ajut de falques, també de pedra, de dimensions més petites. Els murs tenen un rebliment de predruscall.